# Ligne de trolleybus 21 (Liège)
La ligne 21 est une ancienne ligne du trolleybus de Liège.

## Histoire
1934 : mise en service sous l'indice 21 entre la place de la Cathédrale à Liège et Liège (Laveu) Château d'eau.

### Monographies
- Jean-Géry Godeaux, Les tramways au pays de Liège, t. 3 : Liège aux fils des trolleybus, Groupement belge pour la promotion et l'exploitation touristique du transport ferroviaire (GTF), 2001, 490 p.